# Morcego-de-franja
Morcego-de-franja (Myotis nattereri) é uma espécie de morcego insetívoro da família dos Vespertilionídeos, nativo de maior parte da Europa, incluindo Portugal. Possui porte pequeno, com cerca de 10 cm de comprimento e 30 cm de envergadura das asas, pêlo claro de tom cinzento ou castanho, focinho de tom rosa e orelhas compridas e estreitas.